# Урс Тульский
Урс (лат. Ursus; умер около 500) — епископ Туля. Святой (дни памяти — 1 марта и 4 сентября).
Святой Урс был избран епископом Туля около 490 года. Когда правитель франков Хлодвиг I вёл войну с вестготами, святой Урс в 496 году принял короля во время прохода того через Туль. Епископ поручил одному из своих священников, святому Ведасту, христианизировать франкского монарха.
Святой Урс умер около 500 года и его тело было погребено в церкви Сен-Мансуэта в Фонтенуа-ле-Шато.
Почитание Урса как святого, его литургическая память были установлены в древности на 4 сентября. Сегодня святого поминают 1 марта.